# Spektrometria mas sprzężona z plazmą wzbudzaną indukcyjnie
Spektrometria mas sprzężona z plazmą wzbudzaną indukcyjnie (ICP-MS, ang. inductively coupled plasma – mass spectrometry) – technika spektrometrii mas wykrywania pierwiastków głównie metali i kilku niemetali w stężeniach tak niskich jak jedna część w 1015. Osiąga się to przez jonizację w plazmie indukcyjnie sprzężonej, a następnie za pomocą spektrometru masowego wyznacza ilości jonów
Technikę ICP-MS opracował Gray w 1978 r., a pierwsze aparaty do jej stosowania pojawiły się w 1980 r., kilkanaście lat później niż technika atomowej spektrometrii emisyjnej ze wzbudzaniem plazmowym (ICP-OES, ang. inductively coupled plasma optical emission spectroscopy). Obecnie szacuje się, że na świecie używanych jest ponad sześć tysięcy spektrometrów ICP-MS, które umożliwiają szybką analizę wielopierwiastkową (do 70 pierwiastków w ciągu kilku minut). Technika ta charakteryzuje się dużą czułością, selektywnością, niską granicą oznaczalności oraz szybkością oznaczeń. Najpoważniejszym ograniczeniem są jednak bardzo wysokie koszty aparatury.
Próbki stałe (np. kości, rośliny, mózg i inne tkanki narządów) można wprowadzać do plazmy za pomocą wiązki laserowej. Odparowanie laserowe (zwane także niepoprawnie ablacją laserową), jest obecnie często stosowaną metodą w połączeniu z techniką ICP-MS. Pierwsza praca, opisująca możliwości wykorzystania odparowania (ablacji) laserowej, jako metody mikropróbkowania w połączeniu z ICP-MS, ukazała się w 1985 r., natomiast w roku 1990 wprowadzono pierwsze handlowo dostępne przyrządy, umożliwiające szersze zastosowanie tej techniki w laboratoriach chemicznych. Metodę tę nazwano spektrometrią mas sprzężoną (połączoną) z jonizacją w plazmie indukcyjnie sprzężonej z mikropróbkowaniem za pomocą odparowania laserowego i oznaczono akronimem: LA ICP-MS. Za pomocą tej metody analitycznej jest możliwe przeprowadzenie mikro-niszczącej analizy składu pierwiastkowego ciał stałych. Mikropróbkowanie umożliwia określenie rozmieszczenia materiału wybranych pierwiastków na powierzchni próbki stałej (mapowanie) oraz pomiar rozmieszczenia pierwiastków w warstwach podpowierzchniowych (analiza w głąb badanego materiału).